# Dolna Banja
Dolna Banja (bulgariska: Долна Баня) är en ort i Bulgarien.   Den ligger i kommunen Obsjtina Dolna Banja och regionen Sofijska oblast, i den västra delen av landet, 60 km sydost om huvudstaden Sofia. Dolna Banja ligger 672 meter över havet och antalet invånare är 4 990.
Terrängen runt Dolna Banja är varierad. Närmaste större samhälle är Samokov, 18,0 km väster om Dolna Banja.
Trakten runt Dolna Banja består till största delen av jordbruksmark. Runt Dolna Banja är det ganska glesbefolkat, med 40 invånare per kvadratkilometer.